# 1925 في لاتفيا
فيما يلي قوائم الأحداث التي وقعت خلال عام 1925 في لاتفيا.

## سياسة

### تعيين في المنصب
- 24 ديسمبر – كارليس أولمانيس رئيس وزراء لاتفيا.

## مواليد

### يناير
- 17 يناير – غونار بيركيرتس مهندس معماري أمريكي.

## وفيات

### سبتمبر
- 19 سبتمبر – يورغ أوغست شفاينفورت (مواليد 1836)